# Salás del Pallars
Salas Pallás o Salás del Pallars (oficialmente en catalán Salàs de Pallars) es un municipio de España perteneciente a la provincia de Lérida, en la comunidad autónoma de Cataluña. Ubicado en la comarca del Pallars Jussá, tiene una población de 349 habitantes (INE 2024).

## Símbolos
El escudo heráldico que representa al municipio fue aprobado el 3 de diciembre de 1987. El blasón o descripción textual actual que lo define es el siguiente:

Escudo en losange de ángulos rectos: e azur, un águila bicéfala coronada de sable cargando en el pecho un escudete de gules con 3 pajas de oro puestas en banda, y superada de un castillo de oro abierto. Al timbre, una corona mural de villa.
Diario Oficial de la Generalidad de Cataluña nº 932 de 28 de diciembre de 1987

## Geografía
La localidad capital del municipio está situada a una altitud de 526 m sobre el nivel del mar.
| Noroeste: Tremp  | Norte: Conca de Dalt | Noreste: Puebla de Segur     |
| Oeste: Tremp     |                      | Este: Conca de Dalt          |
| Suroeste: Talarn | Sur: Talarn          | Sureste: Isona y Conca Dellá |

## Historia
Según algunos autores, Salàs de Pallars es de las poblaciones pallaresas con restos arquitectónicos o arqueológicos de manifiestan su población en tiempos de la colonización romana.
El 840 se tiene noticia de la existencia de Salàs de Pallars: un documento de aquella época nos narra: la venta de la ciudad de Census al monasterio de Sant Genís de Bellera. A partir de ese momento, son abundan las referencias al castillo oa la ciudad de Salàs. El 995 otro documento dictamina sobre el pleito que hubo entre el monasterio de Sant Genís de Bellera y los vecinos de Salasse.
Salàs de Pallars fue uno de los lugares que tenía en posesión Arnau Mir de Tost, quien, en nombre del conde de Urgell conquistó el Pallars Jussà. Arnau Mir de Tost cedió en dote este lugar a su hija Valença, esposa que fue de Artal, conde de Pallars, hacia el 1054. El 1247 el conde de Pallars Arnau Roger venía el castillo y la villa a Juan de Toralla, aunque los Orcau también tenían señorío en la villa: los en correspondía la mitad. En 1280, después de algunas revueltas de nobles, se hacía con el poder de Salàs el rey mismo, un descendiente del cual, al cabo de un siglo justo (1380), concedía el título de villa en Salàs de Pallars, así como el privilegio de hacer feria una vez al año. A partir de ese momento, Salàs estuvo en el centro de todas las peripecias por las que pasó la comarca, y Cataluña entera, en la Baja Edad Media.
Hasta la reforma de la nomenclatura municipal de 1916 el municipio se llamaba simplemente Salas. En dicha fecha su nombre fue modificado por el de Salas de Pallás.

## Demografía
Cuenta con una población de 349 habitantes (INE 2024).
| Gráfica de evolución demográfica de Salàs de Pallars entre 1842 y 2021 |
| |
| Población de derecho según los censos de población del INE Población de hecho según los censos de población del INEEn estos censos se denominaba Salas: 1842 En estos censos se denominaba Salas de Pallás: 1857, 1860, 1877, 1887, 1897, 1900, 1910, 1920, 1930, 1940 y 1950 En estos censos se denominaba Salás del Pallars: 1960, 1970 y 1981. |

## Economía
Entre las características de la villa de Salàs de Pallars, asociada al mismo título de villa, está la existencia de una acequia que arranca del río Flamisell cerca de Puebla de Segur, y permite que una parte del término de Salàs sea de huerta, donde se cosechan abundantes frutas y verduras. En el resto del término se cosechaba grano, vino, aceite y legumbres. También había una almazara o molino de aceite, y dos molinos harineros.
Los bosques eran abundantes, y de titularidad pública: 168 ha. en Garriga, 316 en Seix, 25 a Boixella, 134 en gradas, y 37 a Sensui. En total, 298 hectáreas.
La superficie de bosque proviene sobre todo de campañas de repoblación con pino en la parte más montañosa del término, que suele ser también la más abandonada. Se contabilizan 1.260,5 ha. de bosque, pero que no tiene la calidad del bosque de hace cien o ciento cincuenta años. En las tierras más planas y fáciles de cultivar todavía hay 634 ha trabajadas (el 30,9% del término), y se cosechan cereales (trigo, cebada y centeno: 266 ha, 42%), un poco de viña (2,4%), olivos (140 ha, el 22%), forrajes (alfalfa y esparceta, 124 ha, 21%), patatas (3,5%), frutas (8,7%) y hortalizas. Hay ganadería, con unas 2.000 ovejas y, sobre todo, porcino: unas 350 cerdas y unos 750 cerdos de engorde.

## Patrimonio
- Recinto medieval fortificado.
- Iglesia de Nuestra Señora del Coll.
- Iglesia de Santa Bárbara, en el pueblo de Sensui, de estilo románico.
- Iglesia de San Pedro
- Iglesia de San Roque
- Iglesia de San Cebrián. Románica en ruinas.

## Festividades
- 5 de agosto- Fiesta mayor
- 16 de septiembre - Fiesta mayor pequeña